# Las Bóvedas
Las Bóvedas är en ort i Mexiko.   Den ligger i kommunen Tlaquiltenango och delstaten Morelos, i den sydöstra delen av landet, 100 km söder om huvudstaden Mexico City. Las Bóvedas ligger 968 meter över havet och antalet invånare är 232.
Terrängen runt Las Bóvedas är kuperad. Runt Las Bóvedas är det ganska tätbefolkat, med 149 invånare per kvadratkilometer. Närmaste större samhälle är Zacatepec, 13,3 km nordväst om Las Bóvedas. I omgivningarna runt Las Bóvedas växer huvudsakligen savannskog.